# Xınaxlı
Xınaxlı är en ort i Azerbajdzjan.   Den ligger i distriktet Ağdaş Rayonu, i den centrala delen av landet, 210 km väster om huvudstaden Baku. Xınaxlı ligger 4 meter över havet och antalet invånare är 480.
Terrängen runt Xınaxlı är mycket platt. Närmaste större samhälle är Orta-Lyaki, 18,6 km norr om Xınaxlı.
Trakten runt Xınaxlı består till största delen av jordbruksmark. Runt Xınaxlı är det ganska tätbefolkat, med 56 invånare per kvadratkilometer.